# 淑徳小学校
淑徳小学校（しゅくとくしょうがっこう）は、東京都板橋区にある私立小学校。

## 沿革
- 1949年（昭和24年） - 開校

## 学校長
- 田中　尊則

## 主な卒業生
- 三原じゅん子
- 増保輝則
- 本間智恵
- 篠田拓馬
- 國本未華